# Edgar Hernández Marcé
Edgar Hernández Marcé (Gavà, 2 de febrer de 1987) és un futbolista català que juga com a davanter al Badalona Futur.

## Trajectòria
Nascut a Gavà, Hernández va acabar la seva formació amb la UE Cornellà, pel que va debutar la temporada 2005-06 a Tercera Divisió. La primera vegada que va arribar a Segona Divisió B fou l'estiu de 2009, signant amb l'Alacant CF.
El juny de 2010 Hernández va signar amb el Celta de Vigo, on va anar a l'equip B també a la Segona B. En la següent campanya es va deixar caure una categoria signant amb CF Gavà, però va tornar al tercer nivell poc després amb la UE Sant Andreu.
Després d'anotar un rècord personal de 17 gols en la seva primera temporada completa, en 34 partits, Hernández es va unir al CE Sabadell FC a Segona Divisió al juny de 2013. Va fer el seu debut com a professional el 25 d'agost, jugant els últims 27 minuts una derrota a domicili 0-2 davant la SD Ponferradina. Un any després, l'agost de 2014, fou venut al Club de Futbol Reus Deportiu.
El 2017 va renovar amb el Reus, després d'haver estat un dels homes importants de l'equip en l'ascens a Segona A i després per assegurar la permanència en la categoria.